# Amhrán na bhFiann
Amhrán na bhFiann (it: "La canzone del soldato") è, dal 1926, l'inno nazionale della Repubblica d'Irlanda, ed è stata composto nel 1907 da Patrick Heeney e Peadar Kearney, zio del famoso poeta, scrittore e attivista dell'IRA Brendan Behan. È, insieme agli inni di Finlandia, Sri Lanka, Sudafrica, Nuova Zelanda, Belgio e Canada, inno nazionale bilingue.

## Storia
Gli irlandesi combatterono a lungo, perché pesantemente discriminati in quanto cattolici, contro la Gran Bretagna, e per molti l'Ottocento e l'inizio del Novecento fu un duro periodo di emigrazione verso le Americhe. Ad inizio Novecento cominciarono a diffondersi sempre più movimenti rivoluzionari clandestini, e fu in questo clima che nacque l'inno, inteso come un canto di battaglia. Durante la prima guerra mondiale gli irlandesi passarono alla lotta armata che portò, nonostante le feroci repressioni, al riconoscimento nel 1921 dello Stato libero d'Irlanda, da cui poi derivò la proclamazione della repubblica nel 1949, con l'eccezione di sei delle nove contee dell'Ulster rimaste nel Regno Unito in quanto a maggioranza protestante. I simboli rivoluzionari, la bandiera verde-bianco-arancione e l'inno, divennero così ufficiali, l'inno fu proclamato tale il 7 luglio 1926.
Si tratta di una melodia nobile, combattiva, fiera, di notevole bellezza, munita di due temi fondamentali; il primo dei due incornicia il secondo. Dal 1990, nelle manifestazioni sportive, sta prendendo sempre più piede l'usanza di eseguire l'inno in maniera accorciata, cominciando subito con il secondo tema e concludendo con il primo.

## Testo
In lingua irlandese
Seo dhibh a cháirde duan Óglaigh,

Cathréimeach bríomhar ceolmhar,

Ár dtinte cnámh go buacach táid,

'S an spéir go mín réaltógach

Is fonnmhar faobhrach sinn chun gleo

'S go tiúnmhar glé roimh thíocht do'n ló

Fé chiúnas chaomh na hoiche ar seol:

'Seo libh canaídh Amhrán na bhFiann

Curfá (Coro):

Sinne Fianna Fáil

Atá faoi gheall ag Éireann,

buion dár slua

Thar toinn do ráinig chugainn,

Fé mhóid bheith saor.

Sean tír ár sinsear feasta

Ní fhágfar fén tíorán ná fén tráill

Anocht a théam sa bhearna bhaoil,

Le gean ar Ghaeil chun báis nó saoil

Le gunna screach fé lámhach na bpiléar

Seo libh canaídh Amhrán na bhFiann.

Cois bánta réidhe, ar árdaibh sléibhe,

Ba bhuachach ár sinsir romhainn,

Ag lámhach go tréan fé'n sár-bhrat séin

Tá thuas sa ghaoith go seolta

Ba dhúchas riamh d'ár gcine cháidh

Gan iompáil siar ó imirt áir,

'S ag siúl mar iad i gcoinne námhad

Seo libh, canaídh Amhrán na bhFiann

Curfá (Coro)

A bhuíon nách fann d'fhuil Ghaeil is Gall,

Sin breacadh lae na saoirse,

Ta scéimhle 's scanradh i gcroíthe namhad,

Roimh ranna laochra ár dtire.

ár dtinte is tréith gan spréach anois,

Sin luisne ghlé san spéir anoir,

'S an bíobha i raon na bpiléar agaibh:

Seo libh, canaídh Amhrán na bh Fiann.

Curfá (Coro)
In lingua inglese
We'll sing a song, a soldier's song,

With cheering rousing chorus,

As round our blazing fires we throng,

The starry heavens o'er us;

Impatient for the coming fight,

And as we wait the morning's light,

Here in the silence of the night,

We'll chant a soldier's song.

Chorus (Ritornello):

Soldiers are we,

whose lives are pledged to Ireland,

Some have come

from a land beyond the wave,

Sworn to be free,

no more our ancient sireland,

Shall shelter the despot or the slave.

Tonight we man the "bearna baoil",

In Erin's cause, come woe or weal,

'Mid cannon's roar and rifles' peal,

We'll chant a soldier's song

In valley green, on towering crag,

Our fathers fought before us,

And conquered 'neath the same old flag

That's proudly floating o'er us.

We're children of a fighting race,

That never yet has known disgrace,

And as we march, the foe to face,

We'll chant a soldier's song

Chorus (Ritornello)

Sons of the Gael! Men of the Pale!

The long watched day is breaking;

The serried ranks of Inisfail

Shall set the Tyrant quaking.

Our camp fires now are burning low;

See in the east a silv'ry glow,

Out yonder waits the Saxon foe,

So chant a soldier's song.

Chorus (Ritornello)
Traduzione italiana
Canteremo una canzone, una da soldato,

Con un coro concitato d'ovazione,

Ci raduniamo attorno ai nostri fuochi splendenti,

I cieli stellati sopra di noi;

Impazienti per l'imminente scontro,

E come aspettiamo la luce del mattino,

Qui nel silenzio della notte,

Noi canteremo una canzone da soldato.

Coro:

Soldati siam noi

le cui vite sono promesse all'Irlanda.

Alcuni sono venuti

da una terra al di là dell'onda.

Votati ad essere liberi,

non più la nostra antica madre terra

ospiterà il despota o la schiavitù.

Questa notte noi presidiamo il pericolo

in nome di Erin, venga il dolore o la letizia,

in mezzo al rombo del cannone e al fragore dei fucili,

canteremo una canzone da soldato

Nella verde vallata, sulla torre della rupe,

I nostri padri combatterono prima di noi,

E lottarono sotto la stessa vecchia bandiera

Che fiera sventola sopra di noi

Siamo figli di una razza combattente,

Che mai finora ha incontrato disonore,

E mentre marciamo, a fronteggiare il nemico,

Canteremo una canzone da soldato

Coro

Figli dei Gaelici! Uomini del Pale!

Il giorno tanto agognato sta arrivando;

I ranghi serrati di Inisfail

fanno tremare il Tiranno.

I fuochi del nostro campo scemano;

Guarda ad est un bagliore argentato,

Fuori attende il nemico Sassone,

Perciò canta una canzone da soldato.

Coro